# Judah Minz
Judah ben Eliezer ha-Levi Minz noto anche come Mahari Minz (Padova, 1405 – Padova, 1508) è stato un rabbino italiano del XV secolo, che officiò nel suo ruolo rabbinico per quarantasette anni a Padova ed ebbe numerosi discepoli, tra cui suo figlio Abraham Minz e il genero di Abraham Meir Katzenellenbogen. Ebbe una disputa con Rabbi Elia del Medigo e fu sostenuto dal talmudista Elijah Mizrachi.

## Vita e opere
Risulta dai responsa di Solomon Luria che Minz fu l'autore di una serie di ordinanze (takanot) a Padova. Secondo il Rabbino Capo Mordecai Ghirondi, fu professore di filosofia presso l'Università di Padova. Ghirondi inoltre scrisse che, in riconoscimento dei servizi di Minz come docente, le autorità dell'università affissero il suo ritratto, con un'iscrizione riconoscente, nel corridoio dell'università, sopra la scalinata. Tuttavia è molto probabile che Ghirondi confuse Minz con Elijah Delmedigo o Abramo di Balmes, entrambi i quali tennero conferenze di filosofia davanti ad un pubblico cristiano. Nel sacco di Padova, poco dopo la morte di Minz, quasi tutti i suoi scritti vennero distrutti. Joseph ben Abraham Minz, suo nipote, scoprì sedici dei suoi responsa e questi furono pubblicati a Venezia nel 1553 per i tipi di Meïr Katzenellenbogen, che stampò nello stesso volume i propri responsa e il Seder Gittin wa-chalitzah di Abraham Minz. Questi responsa furono successivamente modificati e integrati con un commentario esteso e una prefazione di Johanan ben Mosè Preschel. I responsa di Judah Minz, sebbene scarsi di numero, danno informazioni interessanti sulla storia della sua epoca e sui costumi ebraici a Padova. Nel 1505 partecipò all'evento del Birkat Hachama (in ebraico ברכת החמה‎?, "Benedizione del sole") ed aveva già più di cento anni. Morì a Padova nel 1508, ultracentenario.